# キーリーラットニコム郡
座標: 北緯9度1分48秒 東経98度57分12秒 / 北緯9.03000度 東経98.95333度
キーリーラットニコム郡（キーリーラットニコムぐん）はタイ南部・スラートターニー県の郡（アムプー）。

## 名前
キーリーラットニコムとは「山の国の村」という意味である。

## 歴史
キーリーラットニコムの名はラーマ4世（モンクット）に登場する。タクワパーの一部とされて、ナコーンシータンマラート王国の属国であった。1890年代に行われたチャクリー改革の結果、キーリーラットニコムはチャイヤー県（現在のスラートターニー）に編入される。
1917年キーリーラットニコムは郡庁の所在地の名前に合わせターカノーン郡と改称する。しかし、1961年4月12日に元の名前に戻された。

## 地理
郡東部は平地が広がり、郡西部はプーケット山脈の一部である山岳地帯である。郡内の主な水源はプムドゥワン川、ヤン川である。
キーリーラットニコムはお蔵入りとなったタイ国鉄プーケット支線の最終地点である。また、国道401号線が東西に通っており、東にスラートターニー方面、西にタクワパー方面と通じる。

## 経済
郡内の主な産業は農業で、パラゴムノキ、アブラヤシが生産されている。

## 行政区分
郡は8のタムボンに分かれ、さらにその下位に84の村（ムーバーン）がある。自治体（テーサバーン）があり以下のようになっている。
- テーサバーンタムボン・ターカノーム・・・タムボン・ターカノームの一部

また、郡内には8のタムボン行政体（オンカーンボーリハーンスワンタムボン）が設置されている。なお、以下のリストで欠番の4番、5番は現在分離し、ウィパーワディー郡を形成している郡である。
| 1. タムボン・ターカノーム・・・ท่าขนอน 2. タムボン・バーンヤーン・・・บ้านยาง 3. タムボン・ナムハック・・・น้ำหัก 1. タムボン・カパオ・・・กะเปา 2. タムボン・タークラダーン・・・ท่ากระดาน 3. タムボン・ヤーンヤーオ・・・ย่านยาว 4. タムボン・タムシンコーン・・・ถ้ำสิงขร 5. タムボン・バーンタムニアップ・・・บ้านทำเนียบ | 郡内のタムボン |